# Matthäus Kurz
Matthäus Kurz OCist (* 26. August 1865 in Traisen, Niederösterreich als Johannes Baptist Kurz; † 20. Jänner 1952 in Lilienfeld, Niederösterreich) war Konventuale des Stiftes Lilienfeld. Er wirkte als Seelsorger, Priesterbildner und Publizist.

## Leben
Der Sohn einer Arbeiterfamilie besuchte das Stiftsgymnasium Seitenstetten und machte 1885 die Matura. Im selben Jahr begann er in Lilienfeld das Noviziat unter dem Ordensnamen Matthäus; am 23. August 1886 legte er die zeitliche, am 25. August 1889 die Feierliche Profess ab und wurde am 4. Juli 1890 durch Bischof Matthäus Binder zum Priester geweiht. In den Jahren 1890 bis 1912 war er Kooperator, Aushilfspriester und Seelsorger im Spital und im Gefängnis bei Lilienfeld. In dieser Zeit gründete er (1905) den christlichen Arbeiterverein in Traisen.
1912 wurde er als Professor für Pastoraltheologie an das Institutum Theologicum in Heiligenkreuz berufen, wo er bis 1940 wirkte. Während dieser Jahre diente er auch als Präfekt der Theologiestudenten in Heiligenkreuz, die zu der Zeit ausschließlich aus den niederösterreichischen Stiften Heiligenkreuz, Zwettl und Lilienfeld kamen.
Seine Publikationen in klerikalen Zeitschriften und Zeitungen reichten in die Hunderte; er widmete sich vor allem Themen der katholischen Frömmigkeit. Am meisten schrieb er für die Reichspost, die Cistercienser Chronik und das Korrespondenzblatt für den Katholischen Klerus, aber etwa zehn weitere Zeitungen druckten mehrere Artikel von ihm. Seine Beiträge behandelten die priesterliche Lebenskultur,  Verkündigung und Sakramentenspendung, hier vor allem auf die Heilige Messe und die Beichte bezogen. Ebenso war er ein überzeugter Verehrer der bayerischen Mystikerin Therese von Konnersreuth und schrieb einiges über sie.